# Lerista vermicularis
Lerista vermicularis este o specie de șopârle din genul Lerista, familia Scincidae, descrisă de Storr în anul 1982. A fost clasificată de IUCN ca specie cu risc scăzut. Conform Catalogue of Life specia Lerista vermicularis nu are subspecii cunoscute.